# سیارک ۱۵۱

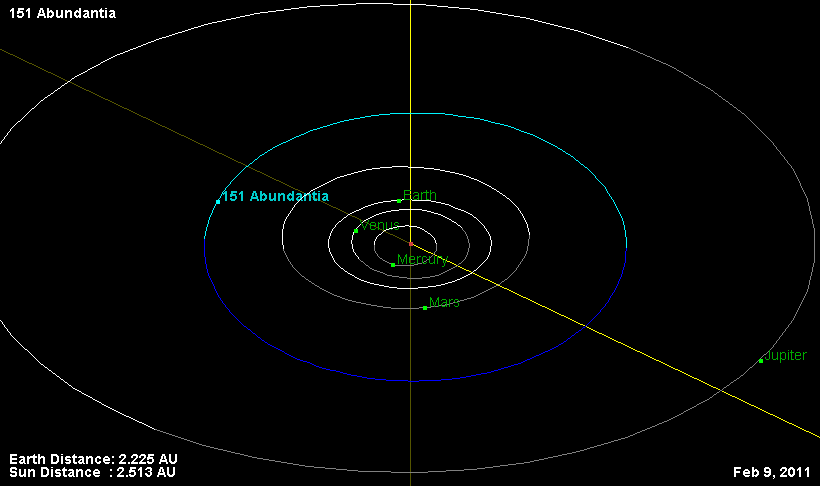
نمایی از محل قرارگیری سیارک ۱۵۱ در مدار – ۲۰۱۱

سیارک ۱۵۱ (به انگلیسی: 151 Abundantia) صد و پنجاه و یکمین سیارک کشف شده‌است که در ۱ نوامبر ۱۸۷۵ کشف شد.
قدر مطلق سیارک برابر ۹٫۲۴ است.